# 和豊駅
和豊駅（ファプンえき、朝鮮語: 화풍역）は、朝鮮民主主義人民共和国平安南道文徳郡にある駅で、安州炭鉱線に属する。 

## 隣の駅
安州炭鉱線
ソシ駅 - 和豊駅